# Бойнтон, Люси
Люси Бойнтон (англ. Lucy Boynton; род. 17 января 1994) — британо-американская актриса.

## Биография
Люси Бойнтон родилась в Нью-Йорке, в семье британского журналиста Грэма Бойнтона и писательницы Адрианы Пьелу. У неё есть старшая сестра Эмма Луиз. Когда ей было пять лет, семья вернулась из Нью-Йорка в Лондон, где Грэм Бойнтон занимал должность старшего редактора разделов о путешествиях Telegraph Media Group. Люси получила образование в частных школах для девочек.
Первой профессиональной ролью Люси Бойнтон стала роль юной Беатриc Поттер в фильме Криса Нунана «Мисс Поттер». Затем последовали главные роли на телевидении: в 2007 году она сыграла роль балерины Поузи Фоссил в фильме «Балетные туфельки», в 2009 году — роль Маргарет, младшей из сестер Дэшвуд, в телесериале по роману Джейн Остин «Разум и чувства».
В 2011 и 2014 годах Бойнтон можно было увидеть в эпизодах сериала «Борджиа». В 2015 году BBC выпустила многосерийный телевизионный фильм о жизни группы Блумсбери «Жизнь в квадратах», в котором Бойнтон сыграла Ангелику Белл, дочь художников Ванессы Белл и Дункана Гранта. В 2016 году она сыграла начинающую модель Рафину в музыкальной мелодраме «Синг Стрит» и главную героиню британского фильма ужасов «Не стучи дважды» Хлою.
2017 год добавил в фильмографию Бойнтон такие проекты, как фильм о Джероме Сэлинджере «За пропастью во ржи» и детектив «Убийство в „Восточном экспрессе“» Кеннета Браны по роману Агаты Кристи, в котором она сыграла молодую графиню Елену Андрени. В 2018 году вышел фильм «Богемская рапсодия», в котором Бойнтон исполнила роль Мэри Остин, возлюбленной Фредди Меркьюри.

## Личная жизнь
Бойнтон состояла в отношениях с актёром Рами Малеком, партнёром по фильму «Богемская рапсодия». В 2023 году они расстались.

## Фильмография

### Кино
| Год  | Название на русском              | Название на английском                        | Роль                       | Примечания              |
| ---- | -------------------------------- | --------------------------------------------- | -------------------------- | ----------------------- |
| 2006 | Мисс Поттер                      | Miss Potter                                   | Беатрис Поттер в молодости |                         |
| 2013 |                                  | Hymn to Pan                                   | Холлидей                   |                         |
| 2015 | Февраль                          | The Blackcoat’s Daughter                      | Роуз                       |                         |
| 2016 | Не стучи дважды                  | Don’t Knock Twice                             | Хлои                       |                         |
| 2016 | Синг Стрит                       | Sing Street                                   | Рафина                     |                         |
| 2016 |                                  | Lock In                                       | Люси                       |                         |
| 2016 | Я прелесть, живущая в доме       | I Am the Pretty Thing That Lives in the House | Полли Парсонс              |                         |
| 2017 | За пропастью во ржи              | Rebel in the Rye                              | Клэр Дуглас                |                         |
| 2017 | Отпусти меня                     | Let Me Go                                     | Эмили                      |                         |
| 2017 | Убийство в «Восточном экспрессе» | Murder on the Orient Express                  | графиня Елена Андрени      |                         |
| 2018 | Апостол                          | Apostle                                       | Андреа Хоу                 |                         |
| 2018 | Богемская рапсодия               | Bohemian Rhapsody                             | Мэри Остин                 |                         |
| 2021 | Локдаун                          | Locked Down                                   | Шарлотта                   |                         |
| 2021 |                                  | Glimpse                                       | Райс                       | короткометражка         |
| 2022 | Шевалье                          | Chevalier                                     | Мария-Антуанетта           |                         |
|      |                                  | Faithfull                                     | Марианна Фейтфулл          | исполнительный продюсер |
| 2022 | Всевидящее око                   | The Pale Blue Eye                             | Лия Маркис                 |                         |
| 2023 | Барби                            | Barbie                                        | Барби-пруст                |                         |
| 2024 | Лучшие хиты                      | The Greatest Hits                             | Харриет                    |                         |

### Телевидение
| Год       | Название на русском     | Название на английском     | Роль             | Примечания |
| --------- | ----------------------- | -------------------------- | ---------------- | ---------- |
| 2007      | Балетные туфельки       | Ballet Shoes               | Поузи Фоссил     |            |
| 2008      | Разум и чувства         | Sense & Sensibility        | Маргарет Дэшвуд  |            |
| 2010      |                         | Mo                         | Генриетта Нортон |            |
| 2011      | Льюис                   | Lewis                      | Зои Саскин       |            |
| 2011      | Борджиа                 | Borgia                     | сестра Лючия     |            |
| 2014      | Индевор                 | Endeavour                  | Петра Брайерс    |            |
| 2014      | Закон и порядок: Лондон | Law & Order: UK            | Джорджия Хаттон  |            |
| 2015      | Жизнь в квадратах       | Life in Squares            | Ангелика Белл    |            |
| 2017      | Цыганка                 | Gypsy                      | Эллисон Адамс    |            |
| 2019-2020 | Политик                 | The Politician             | Астрид Слоан     |            |
| 2021      | Современная любовь      | Modern Love                | Паула            |            |
| 2022      | Досье «Ипкресс»         | The Ipcress File           | Джин Кортни      |            |
| 2022      | Почему не Эванс?        | Why Didn't They Ask Evans? | Фрэнки Дервуэнт  |            |